# Anommatus valombrosae
Anommatus valombrosae is een keversoort uit de familie knotshoutkevers (Bothrideridae). De wetenschappelijke naam van de soort werd in 1869 gepubliceerd door Georg Dieck.